# Amédée de Caix de Saint-Aymour
Amédée de Caix de Saint-Aymour, visconte (Senlis, 1843 – Parigi, 1921), è stato un linguista, archeologo e storico francese.

## Biografia

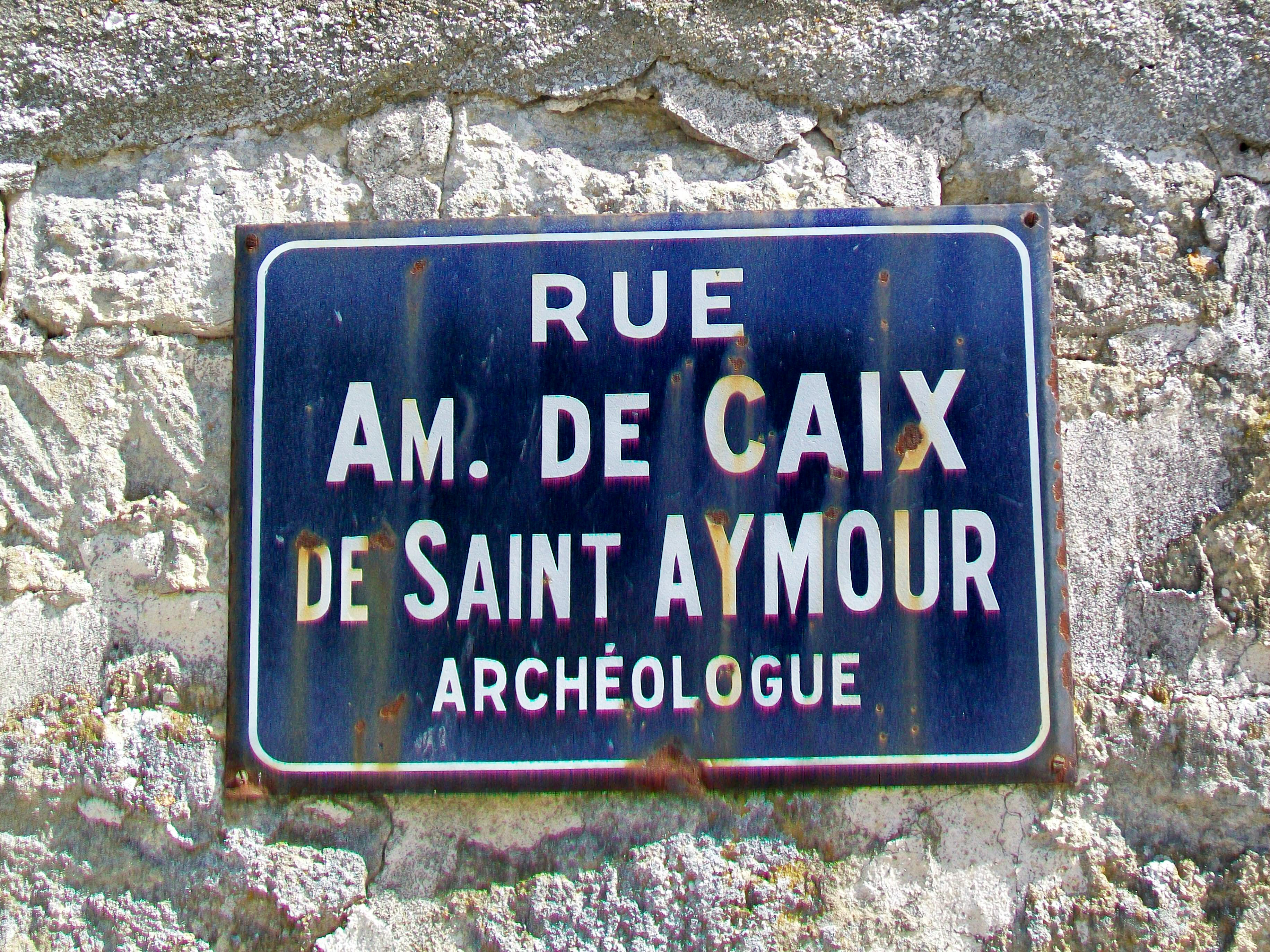
Vauréal (95)

Amédée de Caix de Saint-Aymour (distorsione dall'originale "Saint-Amour") visse nell'antico castello d'Ognon (vedi foto) situato nel comune d'Ognon nell'Oise. Studiò linguistica e legge e scrisse, nel 1867, “La langue latine etudiée dans l'unité indoeuropéenne“.
Fu consigliere generale dell'Oise. Collaborò alla Grande encyclopédie, alla Revue des deux mondes ed alla Revue nobiliaire.
Divenuto in seguito archeologo, fondò il “Comité Archéologique” di Senlis nel 1862 e ne fu vicepresidente dal 1919 al 1921. Nel 1869 fu a capo di una spedizione archeologica in Bosnia-Erzegovina di cui pubblicò un libro "Les Pays sud-slaves de l'Austro-Hongrie" (1883).

## Scavi archeologici
- “Il cimitero degli inglesi a Vauréal”, su valdoise.fr. URL consultato il 9 giugno 2013 (archiviato dall'url originale il 24 dicembre 2015).
- “Santuario gallo-romano nella foresta di Halatte (Oise) Foto

## Scritti d'archeologia
- Vari saggi d’archeologia, su culture.gouv.fr.

## Altre opere storico-politiche
- "Hugues de Groot" e "Les Intérêts français dans le Soudan éthiopien" 1884
- "La France en Ethiopie: Histoire des relations de la France avec l’Abyssinie chrétienne sous les règnes de Louis XIII et de Louis XIV” 1886, su openlibrary.org.
- ”Recueil des instructions données aux ambassadeurs et ministres de France en Portugal” 1887
- "Arabes et Kabyles" 1891
- "L'Insulinde(Indes néedlandaises) et les nouveaux protectorats français" 1892, su openlibrary.org.
- "La Maison de Caix, rameau mâle des Boves-Coucy: notes et documents pour servir à l'histoire d'une famille picarde au Moyen-Age (XI-XVIe siècles)" 1895 Dove l'autore (Capitolo IV) ipotizza fra l'altro una possibile parentela tra i Cais di Pierlas nizzardi e i Caix picardi.
- "Anne de Russie, reine de France et comtesse de Valois au XIe siècle " 1895
- "Mémoires et documents pour servir à l'histoire des pays qui forment aujourd'hui le département de l'Oise (Picardie méridionale--Nord de l'Île de France)" 1898, su openlibrary.org.
- "Histoire illustrée de la France" 1899-1900
- "Autour de Noyon sur les traces des barbares" 1917

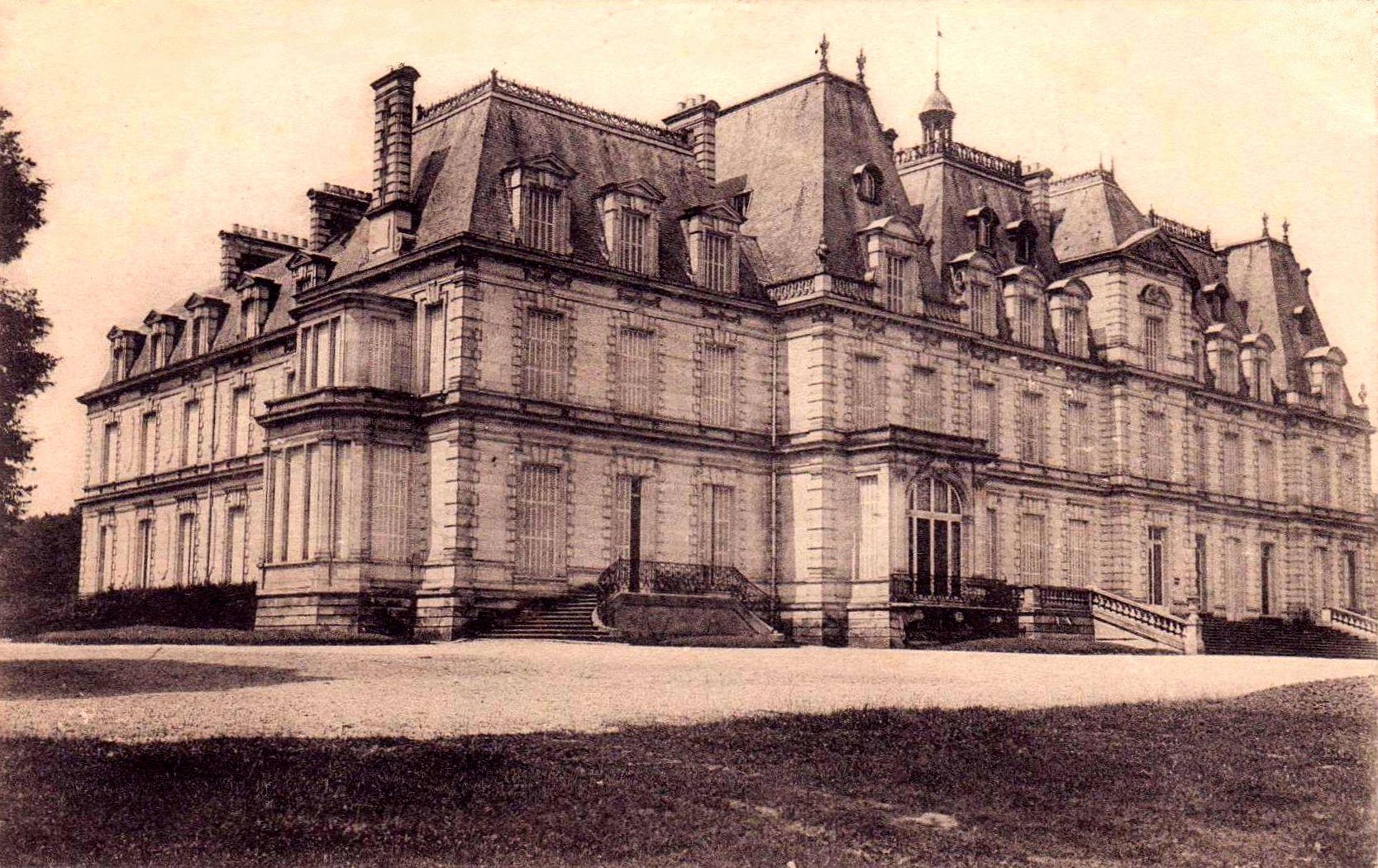
Castello d’Ognon

- "Les Boullongne" 1919